# Schloss Magnitot

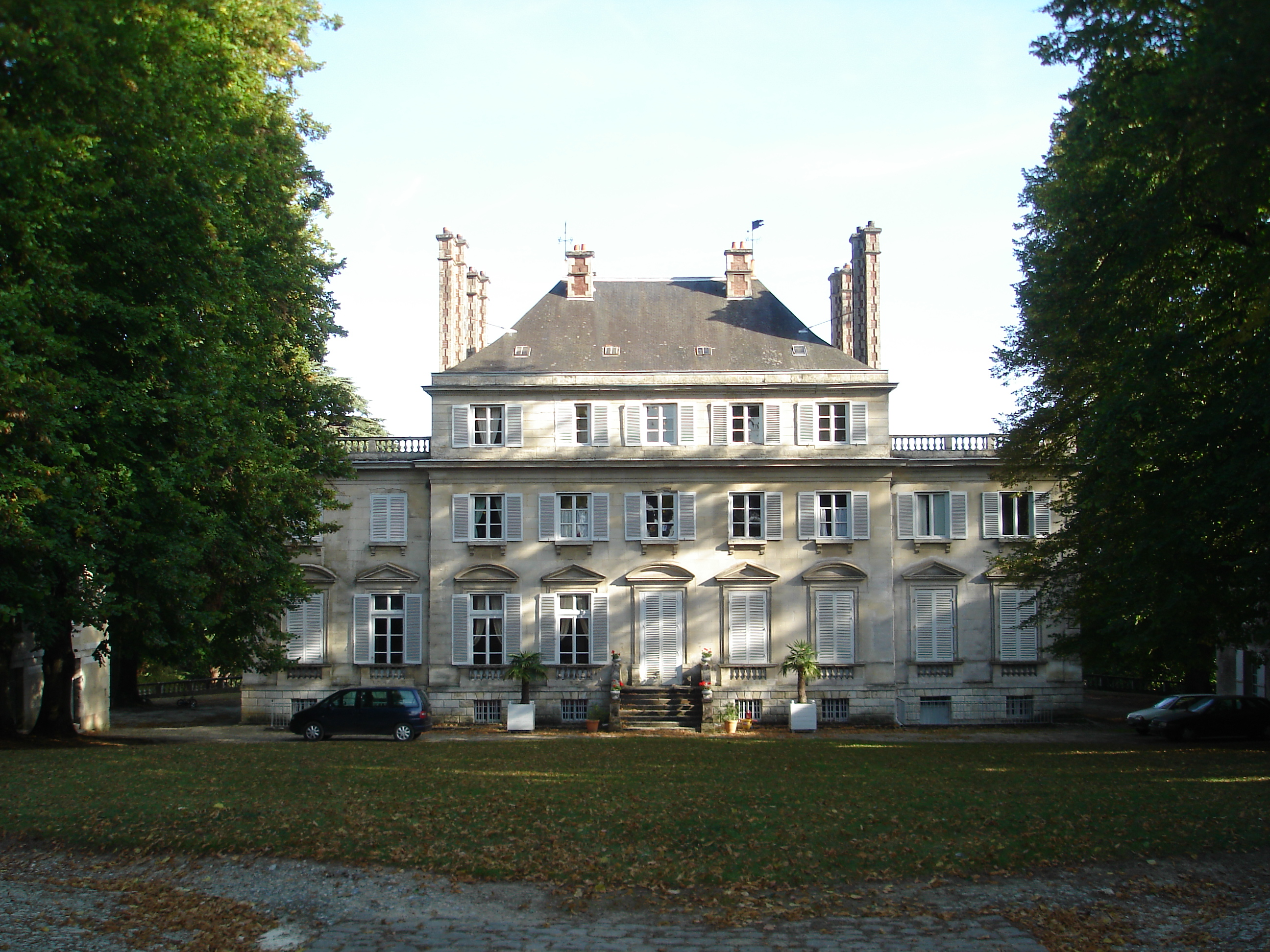
Schloss Magnitot, Parkseite

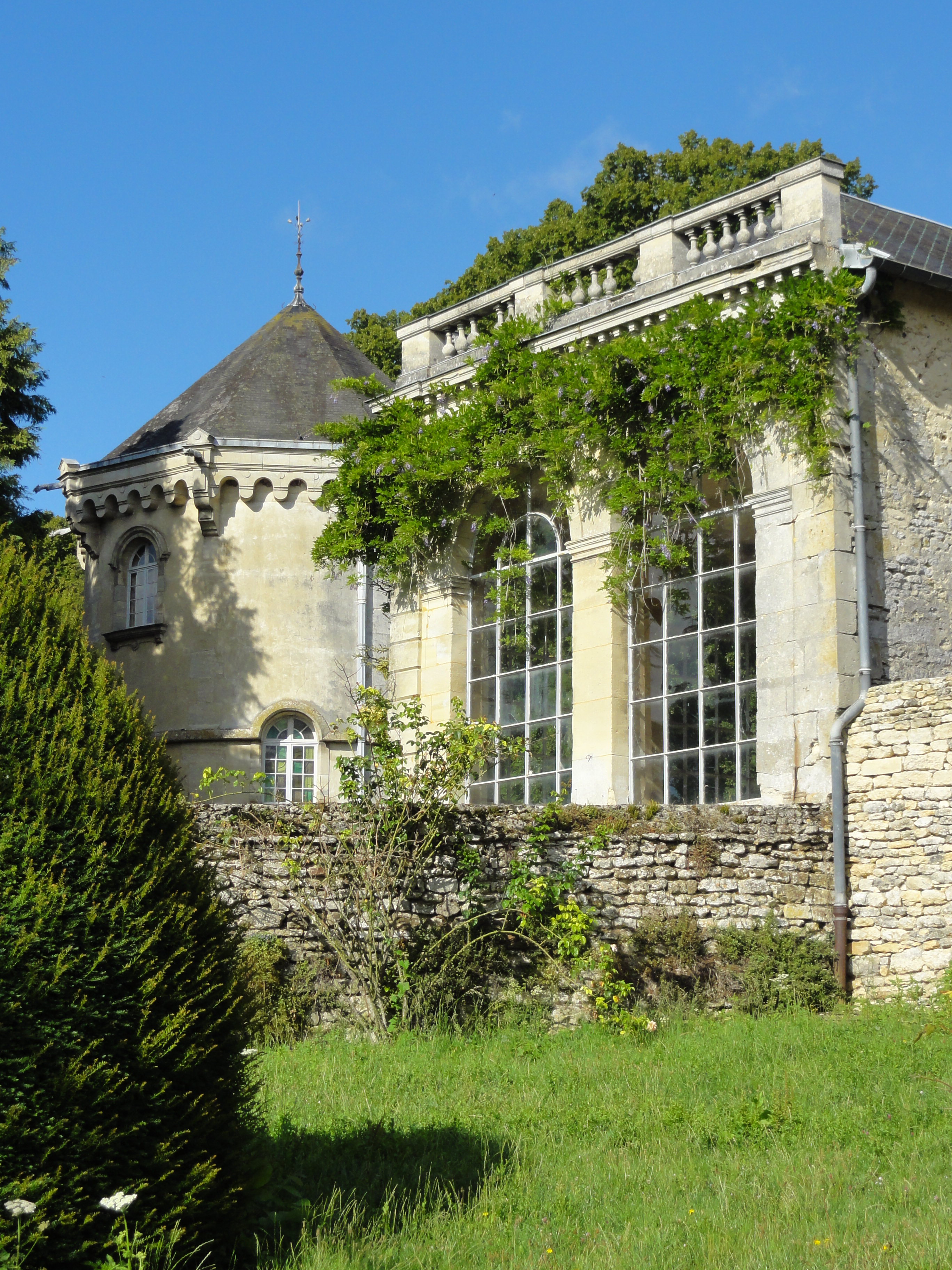
Orangerie

Das Schloss Magnitot in Saint-Gervais, einer Gemeinde im Département Val-d’Oise in der französischen Region Île-de-France, wurde ab 1780 errichtet. Seit 1977 steht das Schloss als Monument historique auf der Liste der Baudenkmäler in Frankreich.

## Geschichte und Beschreibung
Das Schloss wurde ab 1780 für Jean-Baptiste Paul le Rat de Magnitot nach Plänen eines Schülers von Ange-Jacques Gabriel errichtet. Der zweigeschossige Bau mit einem dreigeschossigen Mittelteil besitzt im Erdgeschoss rundbogige Fenster und nahezu keinerlei Fassadenschmuck. Im Innern sind noch Teile des ursprünglichen Dekors erhalten.